# ヤスミナ・レザ
ヤスミナ・レザ（フランス語: Évelyne, Agnès, Yasmina Reza, 1959年5月1日 - ) は、フランス・パリ出身の劇作家、小説家、脚本家、映画監督、女優。

## 人物
1994年出版、同年にパリで初演された作品「アート」では、国際的に高評価を受ける。彼女の作品は45か国語以上に訳され、同時に数々の文学賞を取得している。ソ連から移住したペルシャ系の父とハンガリー移民の母というユダヤ人夫妻のもとに生まれ、パリ第10大学（通称ナンテール大学）にて演劇と社会学を専攻。フランス人映画監督ディディエ・マルティニーとの間にもうけた長女 Alta (1988 - )と次男 Nathan (1993 - ) の母。

## 主な受賞歴
- モリエール賞最優秀劇作家賞受賞(1987)
- モリエール賞翻訳部門ノミネート(1988)
- モリエール賞最優秀フリンジ作品賞受賞 (1989)
- ローレンス・オリヴィエ賞最優秀コメディ賞受賞 (1997)
- アカデミー・フランセーズ文学賞新人賞受賞[2]  (1998)
- トニー賞プレイ部門最優秀作品賞受賞（1998）
- アカデミー・フランセーズ演劇部門グランプリ受賞 (2000)
- ジャン・ジオノ賞[3]審査員賞受賞[4] (2003)
- ディ・ヴェルト紙ヴェルト文学賞受賞[5](2005)
- フランス学士院グランプリ・ヘンリー・ガル文学賞受賞[5] も、賞金獲得の記述は見当たらず [6](2007)
- ローレンス・オリヴィエ賞プレイ部門最優秀コメディー賞受賞 (2009)
- トニー賞プレイ部門最優秀作品賞、主演女優賞、演出賞受賞 (2009)
- マリクレール紙文学賞グランプリ受賞[7] (2013)
- ル・モンド紙文学賞受賞[8] (2013)
- "Babylone" でルノードー賞受賞(2016)
- チーノ・デル・ドゥーカ世界賞(2024)

## 作品リスト

### 小説
- Hammerklavier (Albin Michel,1997, ISBN 2226094776)
- Une désolation (Albin Michel,1999, ISBN 2226108513), (Gallimard, 2016, ISBN 2070468011)
- Adam Haberberg(Albin Michel, 2002, ISBN 2226136398), (Albin Michel, 2009, ISBN 2226188789)
Hommes qui ne savent pas être aimés のタイトルでも出版[9], (Gallimard, 2015 ISBN 2070467007)
- Dans la luge d'Arthur Schopenhauer (Albin Michel, 2005 ISBN 2253121177), (Gallimard, 2015, ISBN 207046699X)
- Heureux les heureux (Éditions Flammarion, 2013 ISBN 2081294451), (Gallimard, 2014, ISBN 2070459586)
- Babylone (Éditions Flammarion, 2016 ISBN 208139409X)
- Serge (Éditions Flammarion, 2021 ISBN 9782080235930)

### 戯曲
- Conversations après un enterrement, Actes Sud, 1987 (ISBN 286943085X), Albin Michel, 2009 (ISBN 2226192492)
- La Traversée de l'hiver, 1990年初演 ー Albin Michel, 2009 (ISBN 2226193898)
- 『アート』 « Art », 1994年初演 ― Albin Michel, 2009 (ISBN 2226192433)
- L'Homme du hasard, Albin Michel, 1995, Actes Sud, 1999 (ISBN 274270390X), Albin Michel, 2009 (ISBN 2226192441)
- 人生の3つのヴァージョン Trois versions de la vie [10], Albin Michel, 2000 (ISBN 2226120211)
- スペインの芝居 Une pièce espagnole [10], Albin Michel, 2004 (ISBN 2226150692)
- 大人は、かく戦えり Le Dieu du carnage, 2007年初演 ー Albin Michel, 2007 (ISBN 2226173749), Gallimard, 2016 (ISBN 2070468003)
- Comment vous racontez la partie, 2011, Gallimard, 2014 (ISBN 207045990X)
- Bella Figura, Éditions Flammarion, 2015 (ISBN 2081364328)

### エッセイ、評論など
- Théâtre, Albin Michel, 1998 (ISBN 2226087621) Conversation après un enterrement, La Traversée de l'hiver, Artの初期三部作のアンソロジー[11]
- Nulle part, Albin Michel, 2005 (ISBN 2226168052), Gallimard, 2016 (ISBN 2070468593)
- L'Aube le Soir ou la Nuit, 2007 (ISBN 2081209160)

### 脚本
- À demain, ディディエ・マルティニー監督作品, 1983 ー ヤスミナ・レザ自身とディディエ・マルティニーの脚本執筆
- 『ルルのピクニック』Le Pique-nique de Lulu Kreutz、ディディエ・マルティニー監督作品, Albin Michel, 2000 (ISBN 2226110682) (シネフィル・イマジカ放映)
- Chicas, 2010, 監督作
- 『おとなのけんか』ロマン・ポランスキー監督作品, 2011 - ヤスミナ・レザ自身とロマン・ポランスキーの脚本執筆。

### 映画監督作品
- Chicas, 2010, ヤスミナ・レザ本人監督作品

### 女優出演作品
- Que les gros salaires lèvent le doigt !, ドニス・グラニエ＝ドフェール監督. 1982 (La femme de chambre役)
- À demain, ディディエ・マルティニ監督, 1991 (Hélène役)
- Loin, アンドレ・テシネ監督, 2001 (Emily役)

### 批評
- Alice Bouchetard,『Yasmina Reza, Le miroir et le masque』Édition Léo Scheer, 2011 (ISBN 2756103454)